# Leucostethus
Genre
Leucostethus est un genre d'amphibiens de la famille des Dendrobatidae.

## Liste des espèces
Selon AmphibiaWeb (23 avril 2023) :
- Leucostethus alacris Grant & Bolívar-García, 2021
- Leucostethus argyrogaster Grant, Rada, Anganoy-Criollo, Batista, Dias, Jeckel, Machado & Rueda-Almonacid, 2017
- Leucostethus bilsa Vigle, Coloma, Santos, Hernandez-Nieto, Ortega-Andrade, Paluh & Read, 2020
- Leucostethus brachistriatus Marín-Castaño, Molina-Zuluaga, Restrepo, Cano & Daza-R., 2018
- Leucostethus dysprosium Grant & Bolívar-García, 2021
- Leucostethus fraterdanieli Marín-Castaño, Molina-Zuluaga, Restrepo, Cano & Daza-R., 2018
- Leucostethus fugax Grant, Rada, Anganoy-Criollo, Batista, Dias, Jeckel, Machado & Rueda-Almonacid, 2017
- Leucostethus jota Marín-Castaño, Molina-Zuluaga, Restrepo, Cano & Daza-R., 2018
- Leucostethus ramirezi Marín-Castaño, Molina-Zuluaga & Restrepo, 2018
- Leucostethus siapida Grant & Bolívar-García, 2021
- Leucostethus yaguara Grant & Bolívar-García, 2021

## Systématique
Le genre Leucostethus a été créé en 2017 par Taran Grant, Marco Rada (d), Marvin Anganoy-Criollo (d), Abel Batista (d), Pedro Henrique Dos Santos Dias (d), Adriana Moriguchi Jeckel (d), Denis Jacob Machado (d) et José Vicente Rueda Almonacid,.

## Étymologie
Le nom générique, Leucostethus, dérive du grec ancien λευκός, leukós, « blanc », et στῆθος, stễthos, « poitrine », en référence à l'absence de pigmentation ventrale des adultes des deux sexes des espèces Leucostethus argyrogaster et Leucostethus fugax contrairement aux autres espèces de la sous-famille des Colostethinae, a minima pour l'un ou l'autre des sexes.

## Publication originale
- (en) Taran Grant, Marco Rada, Marvin Anganoy-Criollo, Abel Batista, Pedro Henrique Dias, Adriana Moriguchi Jeckel, Denis Jacob Machado et José Vicente Rueda-Almonacid, « Phylogenetic Systematics of Dart-Poison Frogs and Their Relatives Revisited (Anura: Dendrobatoidea) », South American Journal of Herpetology, vol. 12, no s1,‎ septembre 2017, S1-S90 (ISSN 1808-9798 et 1982-355X, DOI 10.2994/SAJH-D-17-00017.1, lire en ligne).